# Шихметова, Зульфия Гульметовна
Зульфия Гульметовна Шихметова (23 июля 1981, с. Куг, Хивский район, Дагестанская АССР, РСФСР, СССР) — российский и азербайджанский армрестлер, призёр чемпионата мира и Европы.

## Спортивная карьера
Армрестлингом занимается с 1997 года. В 1999 году во Владикавказе завоевала бронзовую медаль на чемпионате мира, успеха добилась в соревнованиях на правой руке в весовой категории до 70 кг. В середине марта 2000 года заняла 1-место на чемпионате России в Челябинске Является серебряным призёром чемпионата Европы 2000 года. Многократная чемпионка Дагестана и Азербайджана . Мастер спорта международного класса РФ 🇷🇺 и мастер спорта республики Азербайджана 🇦🇿 .В 2003 году вышла замуж и завершила спортивную карьеру.

## Личная жизнь
Отец: Гульмет — тренер по дзюдо. Брат Шихметов — чемпион России и Европы по армрестлингу. В 1997 году окончила среднюю школу в селе Ялама Азербайджана. В 2004 году окончила физкультурный факультет института «Юждаг» в Дербенте. По состоянию на март 2005 года вышла замуж, имеет дочь. 